# 朱顯槐
武岡王朱顯槐（？—1590年）是明朝第六代楚王朱榮㳦的第三子，第一代武岡王。嘉靖十七年（1537年）受封為武岡王。隆慶五年（1571年）楚恭王朱英㷿薨逝，世子定王朱華奎年幼，先由朱顯槐任楚府宗理贊理事，不過至萬曆二年（1574年）因他荒淫無道而改由朱顯梡任宗理。萬曆十八年（1590年）朱顯槐薨逝，長子朱英槱早卒，至萬曆二十八年（1600年）其長孫朱華增才嗣位。著有《少鶴山人正集》、《少鶴山人續集》八卷、《少鵠詩稿》八卷。

## 家庭

### 高祖父
楚莊王朱孟烷

### 曾祖父
東安恭定王朱季塛

### 祖父
楚靖王朱均鈋

### 叔父
二叔：縉雲懷僖王朱榮淋

### 兄弟
- 庶長兄：楚愍王朱顯榕
- 庶二兄：保康榮康王朱顯樟

### 子
庶一子：朱英槱

### 孫
庶長孫：朱華增
| 無 原因：明政府封之          | 明武岡國國王 1537年－1590年 | 繼任： 孫朱華增     |
| 前任： 侄恭王朱英㷿 楚國國王 | 明楚國宗理 1571年－1574年   | 繼任： 族兄弟朱顯梡 |